# 광주광역시보건환경연구원
광주광역시 보건환경연구원(光州廣域市 保健環境硏究院)은 광주광역시의 보건·환경에 대한 검사 및 연구 업무를 담당하기 위해 광주광역시청 산하에 설치된 직속기관이다.
보건환경연구원장은 지방보건연구관, 지방환경연구관 또는 지방수의연구관으로 보한다.

## 연혁
- 1991년 4월 30일: 광주직할시 보건환경연구소 설치
- 1991년 5월 13일: 광주직할시 보건환경연구원으로 승격
- 1995년 1월 1일: 광주광역시 보건환경연구원으로 변경

## 조직
연구원장
- 총무과
- 식품의약품연구부
- 감염병연구부
- 환경연구부
- 동물위생시험소